# Cryphia moeonis
Cryphia moeonis là một loài bướm đêm thuộc họ Noctuidae. Loài này có ở Cận Đông và Trung Đông, mainly ở steppes và semi-deserts. In the Levant Loài này có ở Jordan và Israel.
Con trưởng thành bay từ tháng 6 đến tháng 8. Có một lứa một năm.
Ấu trùng có thể ăn lichen.